# Javna pot
Javna pot je občinska javna cesta, ki ne izpolnjuje meril za kategorizacijo med lokalne ceste in je namenjena navezovanju prometa na javne ceste enake ali višje kategorije. Namenjene so povezovanju naselij ali delov naselij, ki nimajo uvedenega uličnega sistema ali so namenjene samo določenim vrstam udeležencev v prometu (krajevne ceste in poti, vaške ceste in poti, ulice, stanovanjske ceste, industrijske ceste in druge dostopne ceste, poti za pešce, kolesarje, jezdece, gonjače in podobne). Taka javna pot mora biti označena s predpisano prometno signalizacijo in prometno opremo.

## Značilnosti
Glede na vrsto terena po katerem potekajo javne poti so zanje predvidene računske hitrosti od 30 do 40 km/h. Največji dopustni vzdolžni nagibi so lahko 12% in več. Širina voznega pasu bi naj bila 2,5 m. Vse to seveda velja ko načrtujemo novo cesto ali jo želimo ustrezno rekonstruirati. Vsekakor pa velja, da so elementi javne poti odvisni od strukture in obsega obstoječega in planiranega prometa.
Varovalni pas občinske ceste se meri od zunanjega roba cestnega sveta v smeri prečne in vzdolžne osi, pri premostitvenih objektih pa od tlorisne projekcije najbolj izpostavljenih robov objekta na zemljišče ter znaša pri javnih poteh največ 5 metrov. Varovalni pas pomeni omejeno rabo prostora. Za poseg vanj je potrebno soglasje upravljavca ceste.